# 三疣刺鰍
三疣刺鰍為輻鰭魚綱合鰓目刺鰍亞目刺鰍科的其中一種，分布於亞洲中國瀾滄江流域，體長可達40.9公分，棲息在底層水域，屬肉食性。

## 擴展閱讀
維基物種上的相關：三疣刺鰍